# Yeliz Askan
Yeliz Askan, coniugata Başa (Istanbul, 13 agosto 1987), è una pallavolista turca, nel ruolo di opposto.

## Carriera

### Club
Yeliz Askan, anche nota come Yeliz Başa, inizia a giocare a pallavolo a quattordici anni, nel Beykozspor. Un anno dopo entra nel settore giovanile del Beşiktaş, col quale inizia la carriera professionistica, quando viene promossa in prima squadra, esordendo in Voleybol 1. Ligi, nella stagione 2006-07 e restandovi per sei annate.
Nella stagione 2012-12 viene ingaggiata per la prima volta da un club estero, le giapponesi delle NEC Red Rockets, mentre nella stagione successiva va a giocare in Corea del Sud con lo Hyundai Hillstate. Nel campionato 2014-15 è nuovamente alle NEC Red Rockets, vincendo lo scudetto ed il V.League Top Match, ma cambia maglia nel campionato seguente, quando approda in Repubblica Ceca per giocare col Prostějov, in Extraliga; tuttavia, a metà annata, ritorna in patria per disputare la seconda parte della Sultanlar Ligi con l'Halkbank.
Torna a giocare in Asia, precisamente in Indonesia, ingaggiata dal Gresik Petrokimia per la Proliga 2018. Successivamente, dopo una breve esperienza in Vietnam con il Vietinbank, emigra in Thailandia al Nakhon Ratchasima, impegnata nella seconda parte dell'annata 2017-18. Nella stagione 2019-20 si accasa in Albania, giocando per il Partizani Tirana, che lascia a metà annata per recarsi a Porto Rico e partecipare alla Liga de Voleibol Superior Femenino 2020 con le Llaneras de Toa Baja.
Nella stagione 2020-21 torna a difendere i colori del Nakhon Ratchasima, venendo premiata come miglior opposto della Volleyball Thailand League, mentre nella stagione seguente partecipa al campionato regionale turco (la Bölgesel Ligi) con il Bodrum fino alla brevissima parentesi in Indonesia al Bandung BJB, seguita dall'ingaggio, nel febbraio 2022, da parte del Vicenza, con cui prende parte agli ultimi incontri della Serie A2 2021-22.
Dopo una parentesi nelle Filippine con il Creamline, disputando la PVL Reinforced Conference 2022, disputa la seconda parte della Volleyball Thailand League 2022-23 con il Supreme Chonburi. Torna quindi al Bodrum, ora impegnato in Voleybol 2. Ligi, dove resta per pochi mesi, prima di accasarsi nelle Cangrejeras de Santurce, partecipando alla Liga de Voleibol Superior Femenino 2024, con cui vince lo scudetto e viene inserita nello All-Star Team. Fa poi una breve esperienza con le San Diego Mojo nella Pro Volleyball Federation 2025.

### Nazionale
Debutta nella nazionale turca durante l'estate del 2012, conquistando due anni dopo la medaglia d'oro all'European League.

## Palmarès

### Club
- Campionato giapponese: 1

2014-15
- Campionato portoricano: 1

2024
- / V.League Top Match: 1

2015

### Nazionale (competizioni minori)
- European League 2014

### Premi individuali
- 2021 - Volleyball Thailand League: Miglior opposto
- 2024 - Liga de Voleibol Superior Femenino: All-Star Team